# Racova Com Agro Pan Vaslui
Racova Com Agro Pan Vaslui este o un grup de companii agricole din România, deținută de omul de afaceri Adrian Porumboiu.
Grupul exploatează circa 40.000 hectare de teren agricol în județul Vaslui și zonele limitrofe, dispunând de silozuri cu o capacitate de depozitare de circa 300.000 tone.
Este unul dintre cei mai mari producători agricoli din România.
Grupul de Firme Racova deține următoarele companii:
- SC RACOVA SA Vaslui – turism, comerț, prestări servicii.
- Comcereal Vaslui – cultura cerealelor și a plantelor tehnice, panificație, comerț.
- SC AGROCOMPLEX SA Bârlad - cultura cerealelor și a plantelor tehnice, zootehnie, viticultură, panificație, comerț.
- SC MOPAN SA Suceava – morărit și panificație, comerț.
- SC ULEROM SA Vaslui – fabricarea uleiurilor vegetale brute și rafinate.
- SC ILVAS SA Vaslui – prelucrarea laptelui și a produselor lactate, comerț.
- SC R-AGRO SA Falciu - cultura cerealelor și a plantelor tehnice.
- SC COMPREST SA Vaslui – construcții, prestări servicii.
- SC COMGUARD SA Vaslui – servicii de pază și protecție

Cifra de afaceri în 2007: 200 milioane Euro